# Kiribatis flagga
Kiribatis flagga består sedan självständigheten från Storbritannien 1979 av en övre röd halva med en större fregattfågel (Fregata minor) som flyger över en uppåtgående sol i guld samt en nedre blå halva med tre vita horisontella band i vågform som representerar de tre ögrupperna (Gilbertöarna, Phoenixöarna och Lineöarna). De 17 solstrålarna representerar de 16 Gilbertöarna och Banaba (tidigare Oceanön). Flaggan antogs den 12 juli 1979 och har proportionerna 1:2.

## Historik
Inför självständigheten från Storbritannien 1979 hölls en tävling om en ny nationsflagga, där det vinnande bidraget var en flagga baserad på det koloniala vapnet. Storbritanniens riksheraldikämbete College of Arms ändrade förslaget genom att göra fregattfågeln och solen större, men efter protester från Kiribatis befolkning användes den ursprungliga versionen av flaggan. Den nya nationsflaggan hissades vid firandet av självständigheten i huvudstaden Tarawa den 12 juli 1979.